# 布达佩斯圣母堂
布达佩斯圣母堂 (匈牙利語：Kisboldogasszony-templom), 俗称大学教堂 (匈牙利語：egyetemi templom)，是一座罗马天主教教堂，位于匈牙利布达佩斯內城-利奧波德城（内城区、第五区）的帕普维尔德街（Papnövelde）。自1786年起，该堂属于原罗兰大学的神学系，以及帕兹马尼·彼得天主教大学；在此以前曾是圣隐士保禄修会的总堂。该堂有两座塔楼，高达56米。

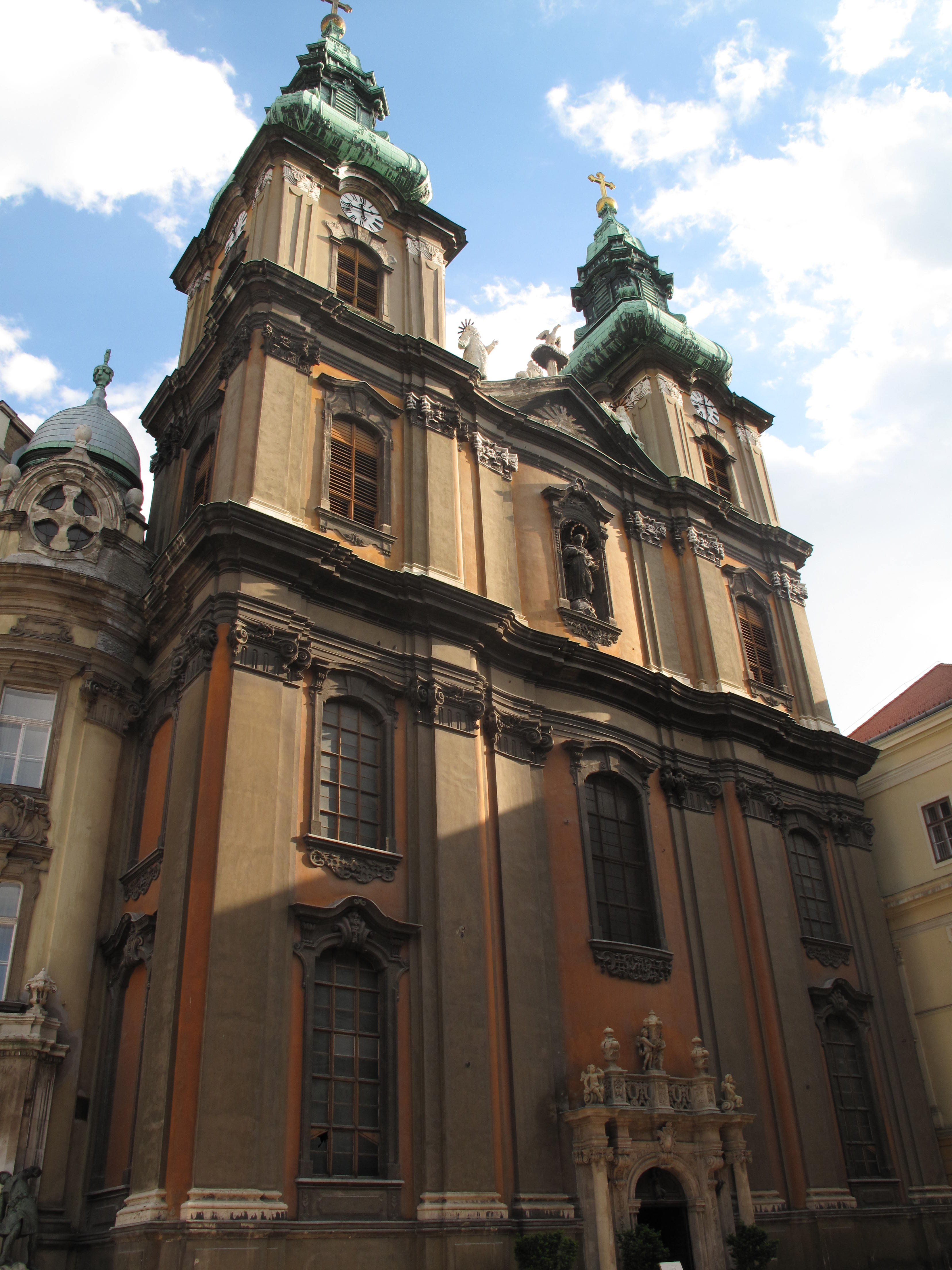
立面
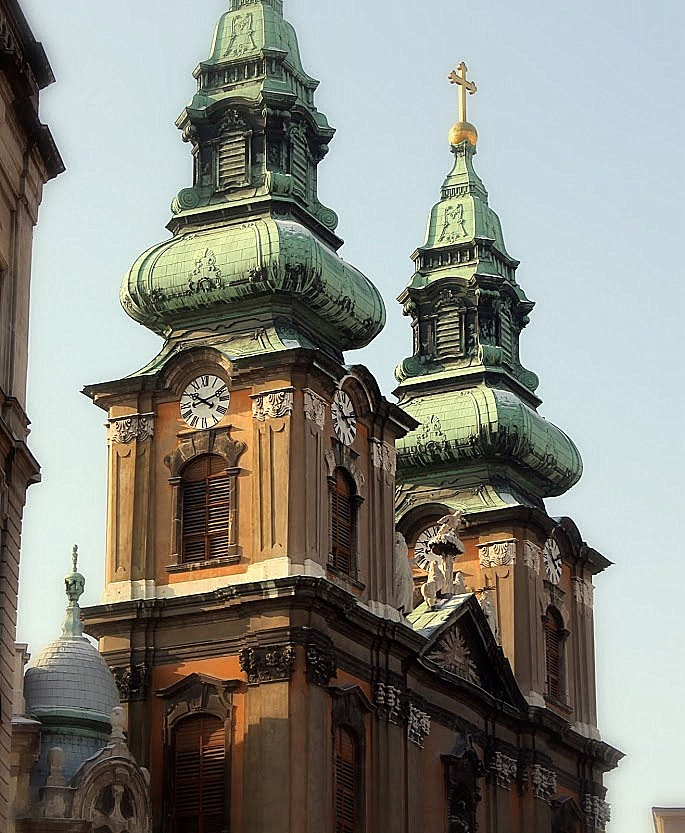
钟楼
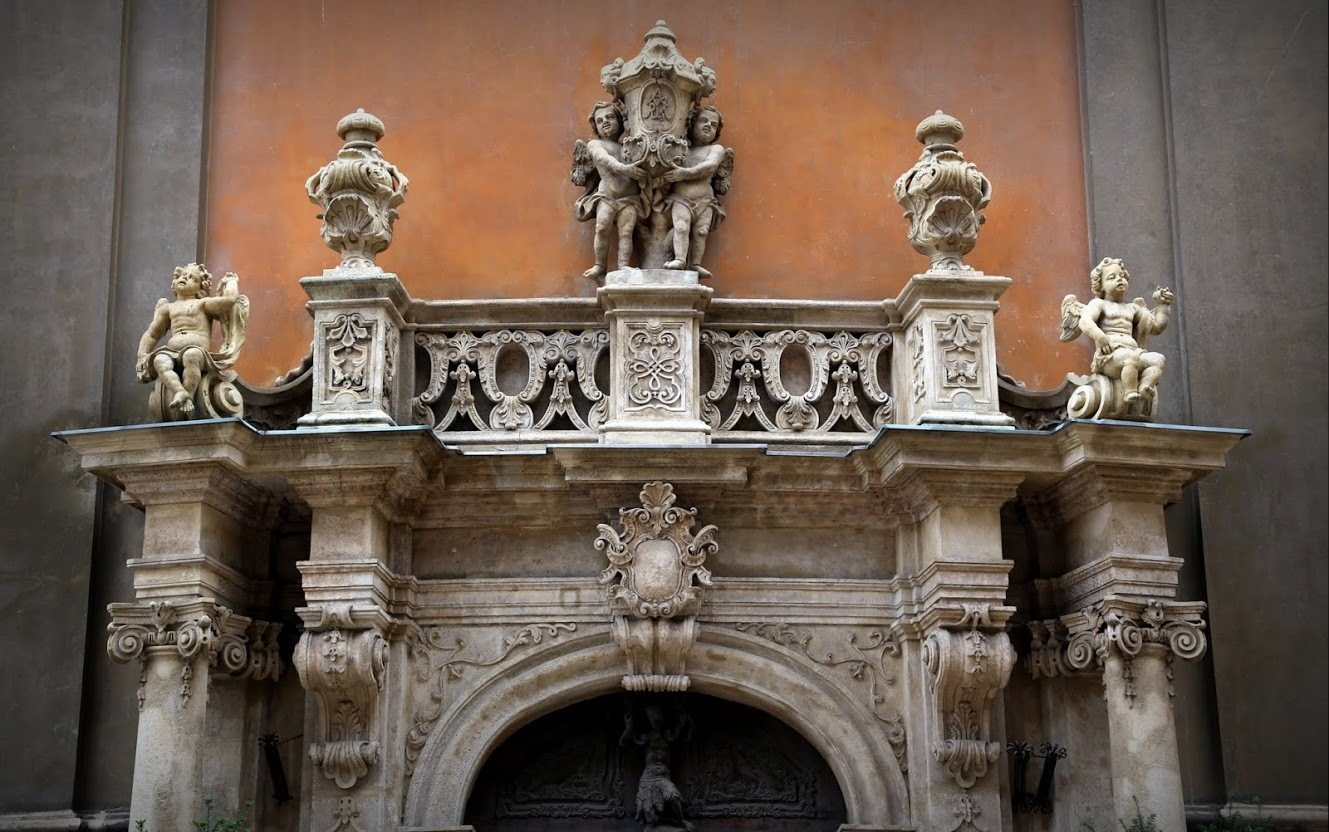
大门
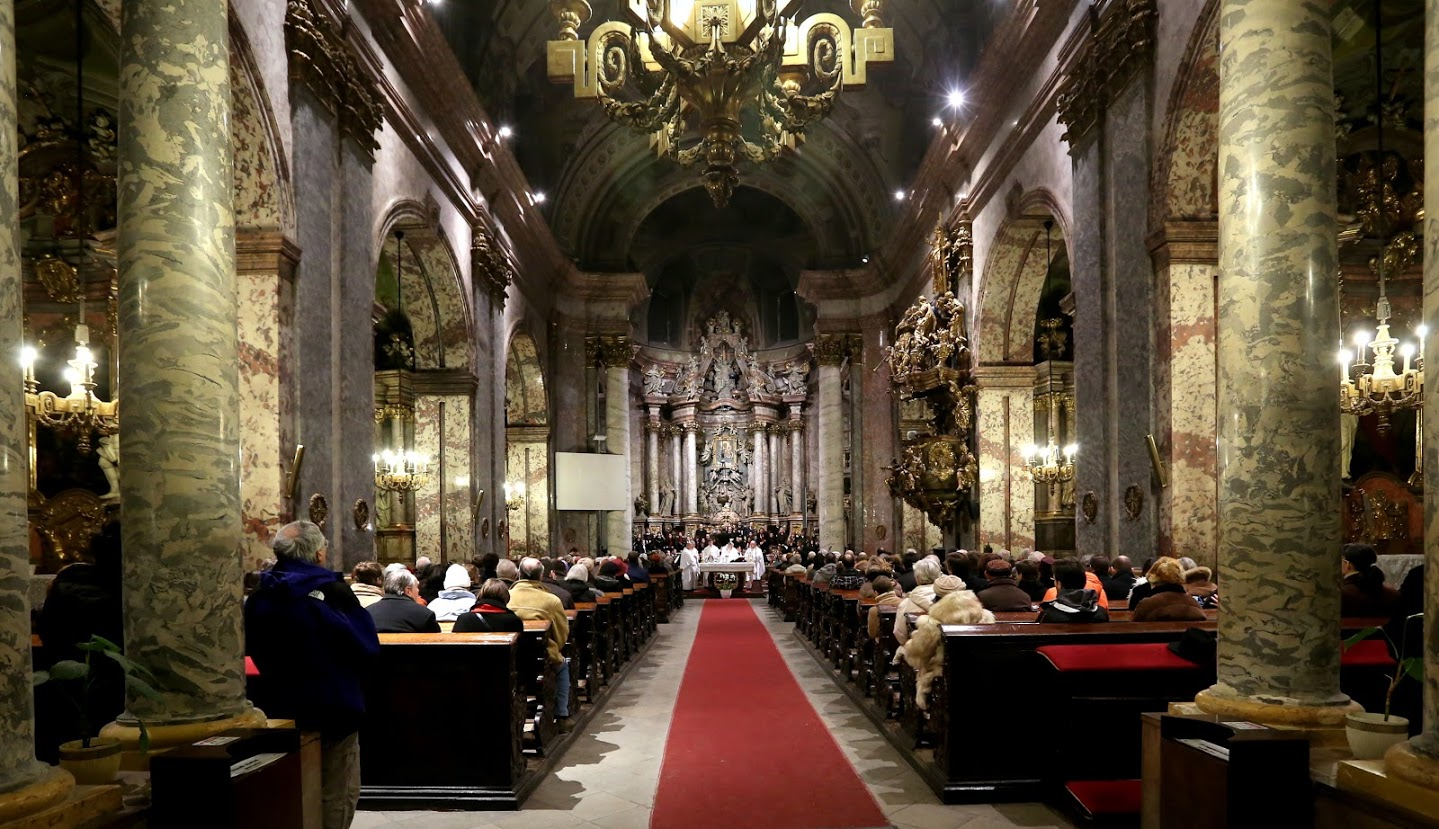
内部
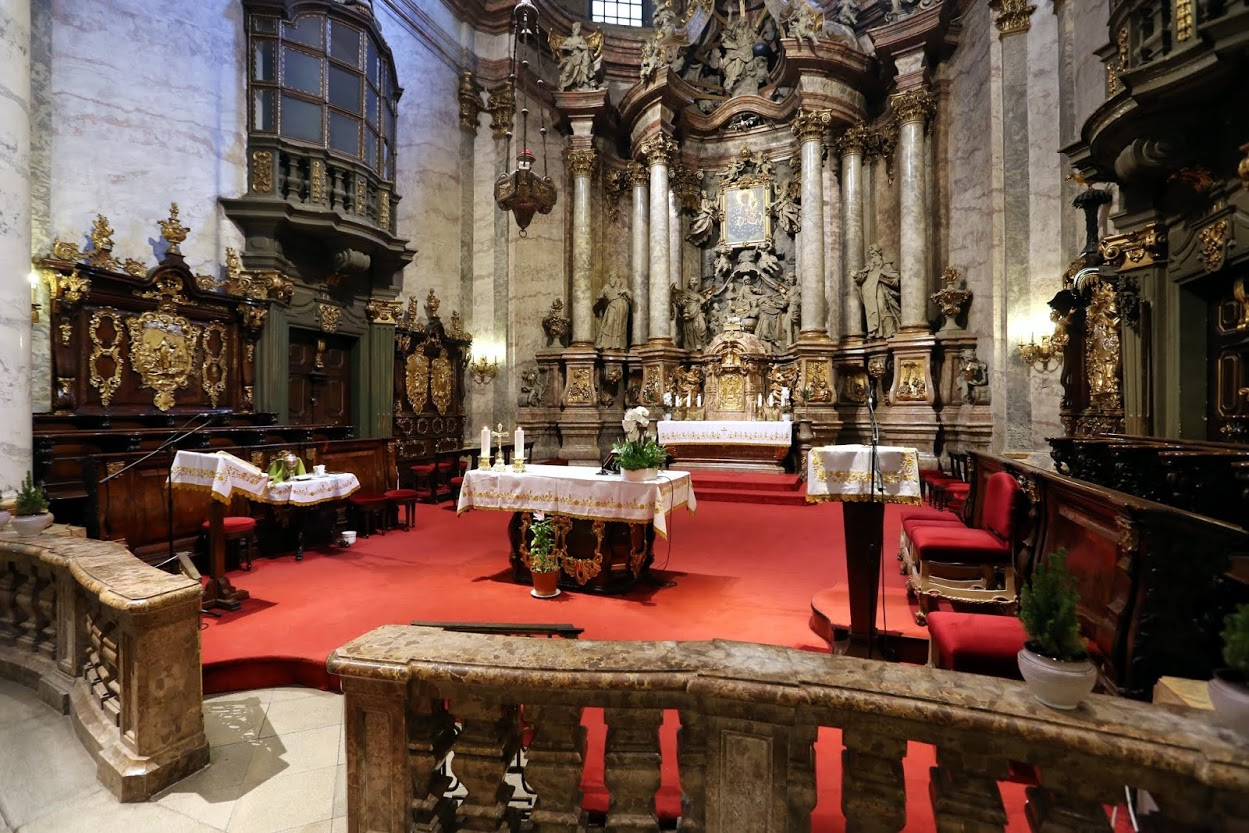
Sanctuary
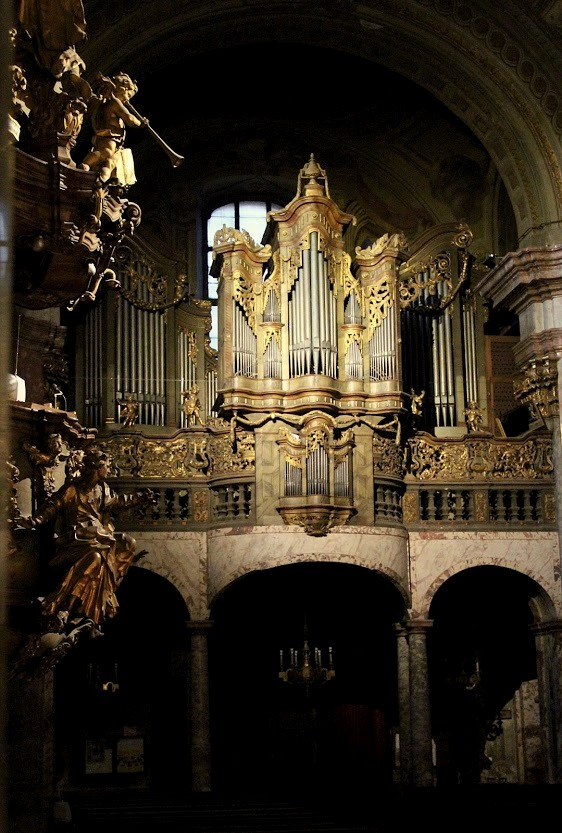
管风琴
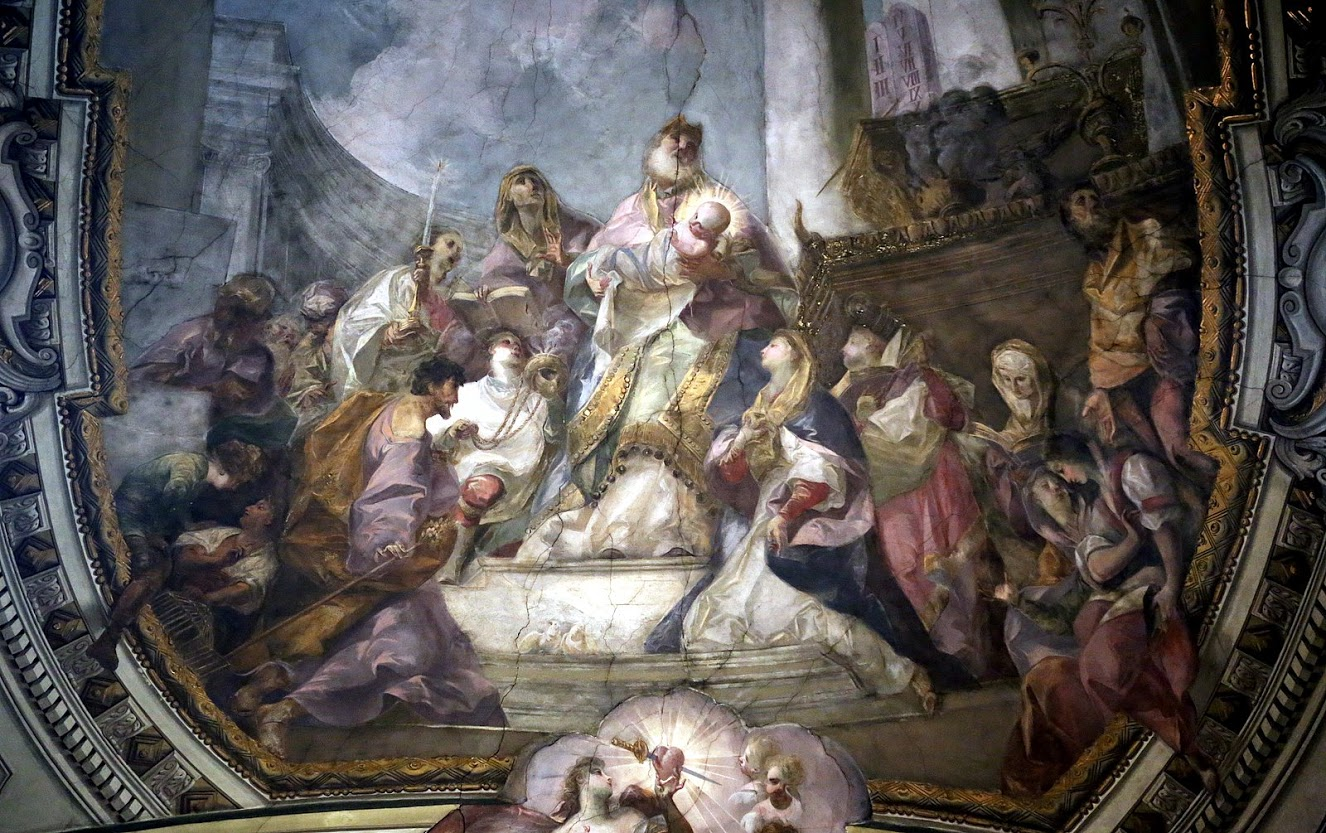
天花板
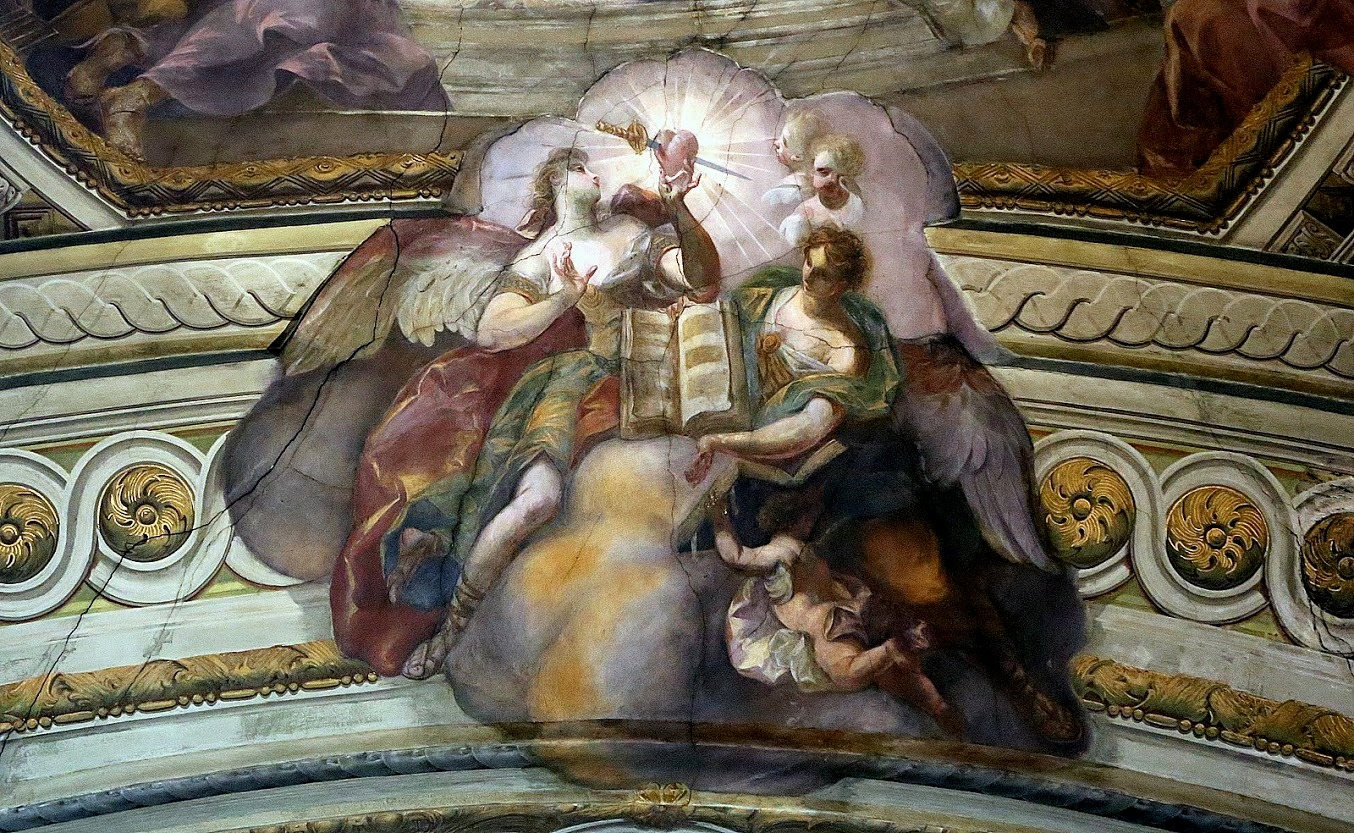
天花板
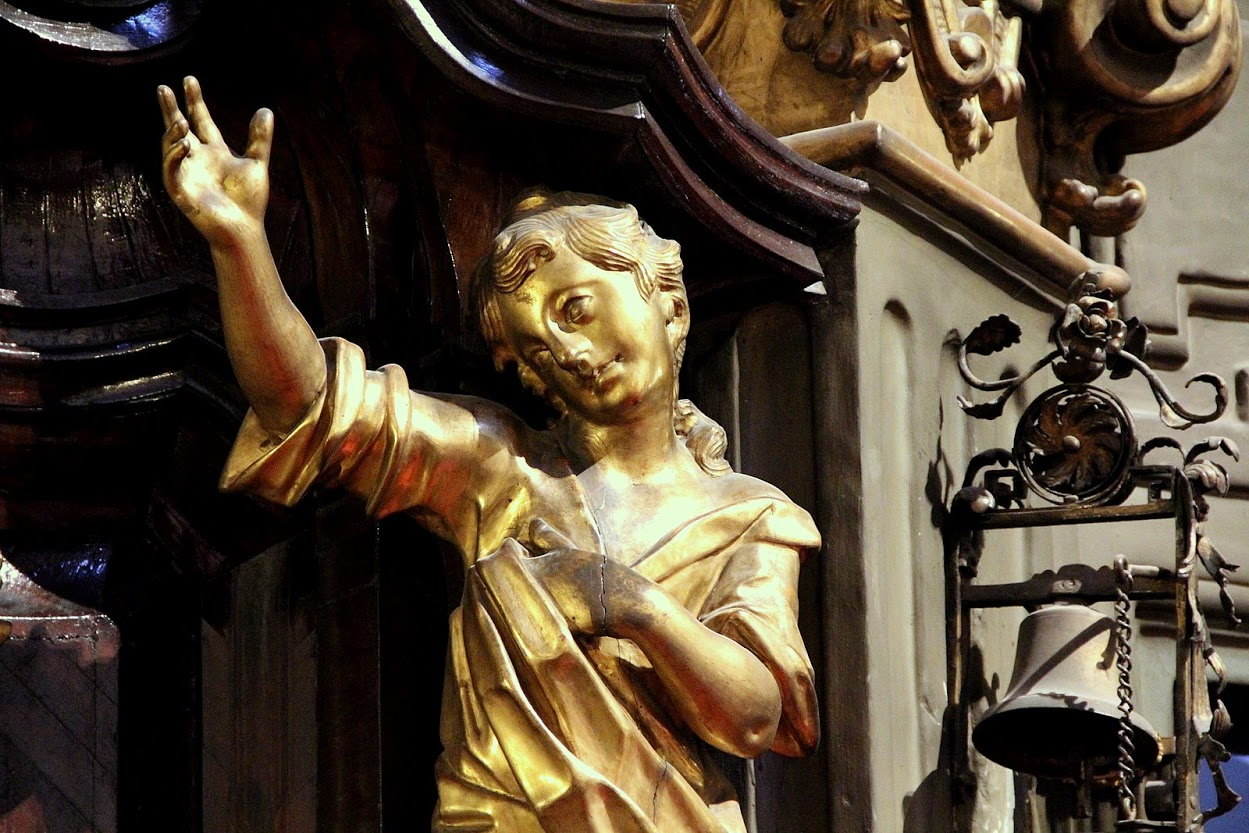
Carved decoration in the sanctuary
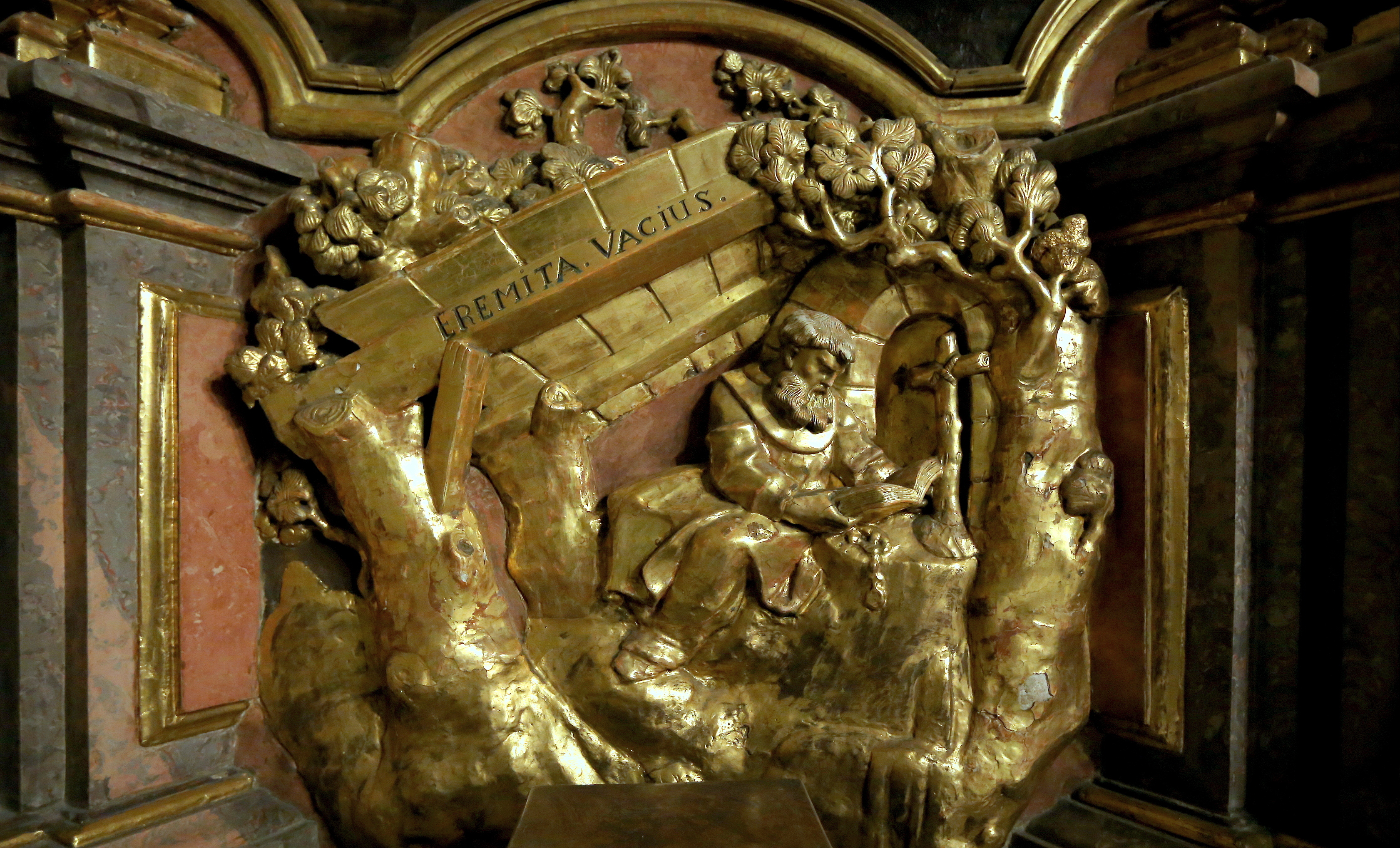
Side altar, carved ornament
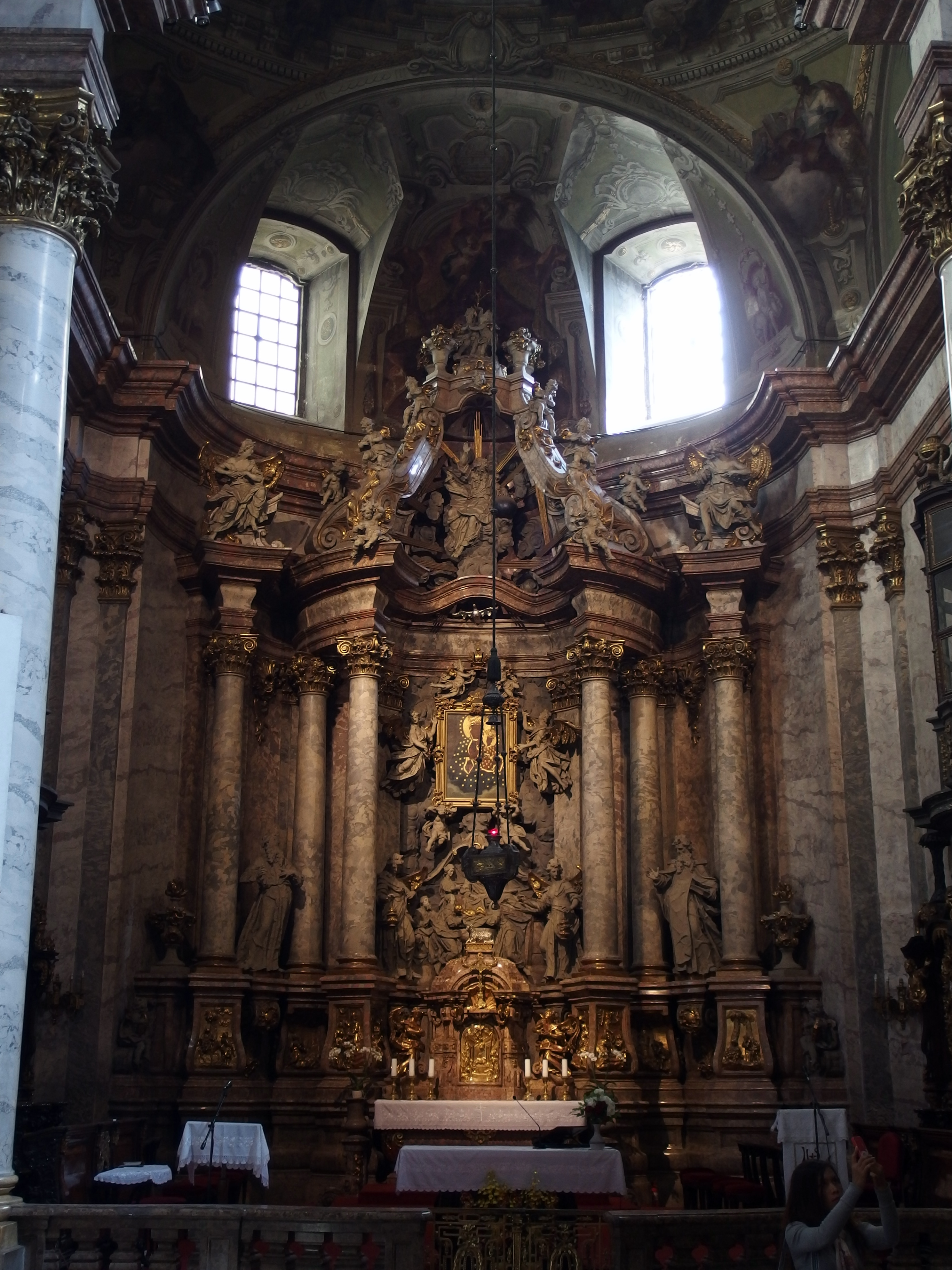
祭台
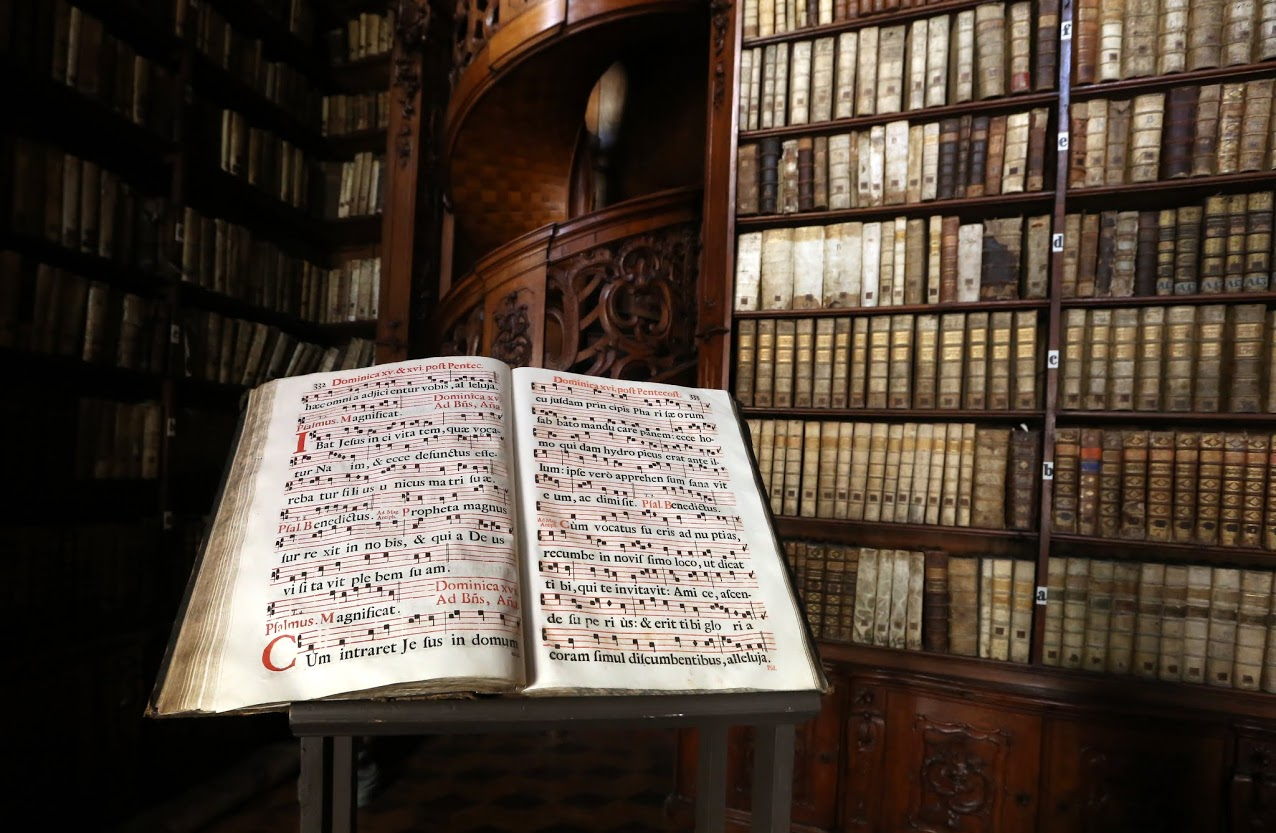
图书馆
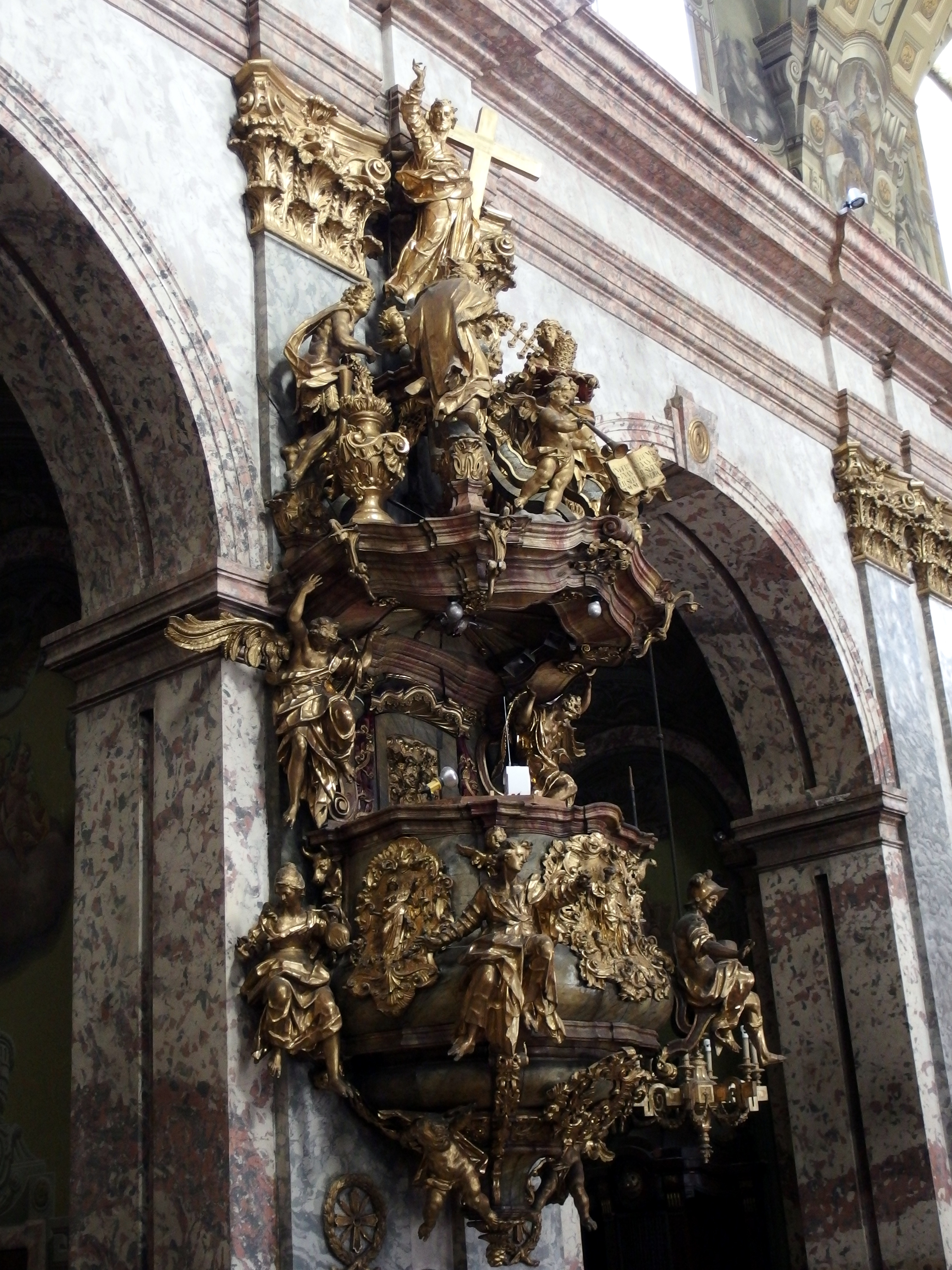
Baroque pulpit
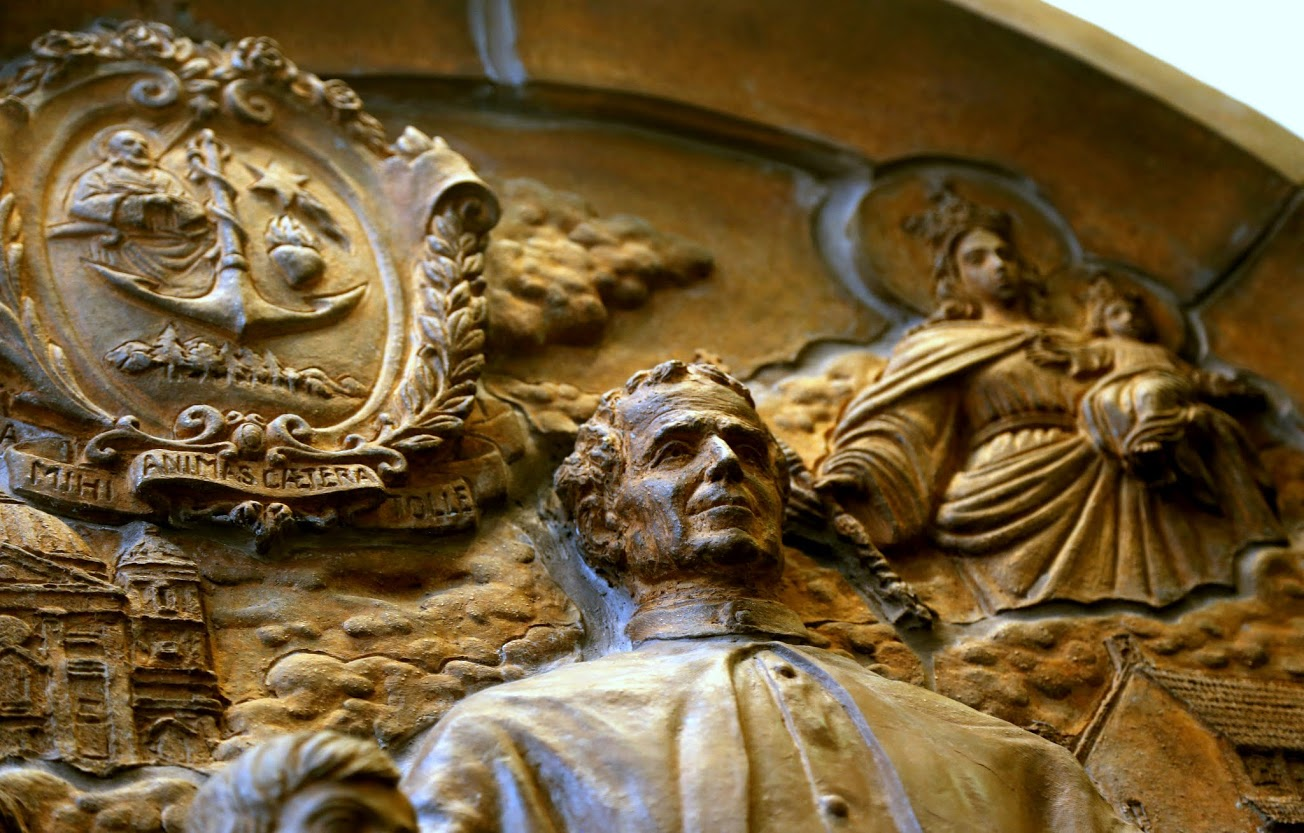
Detail of the relief of John Bosco
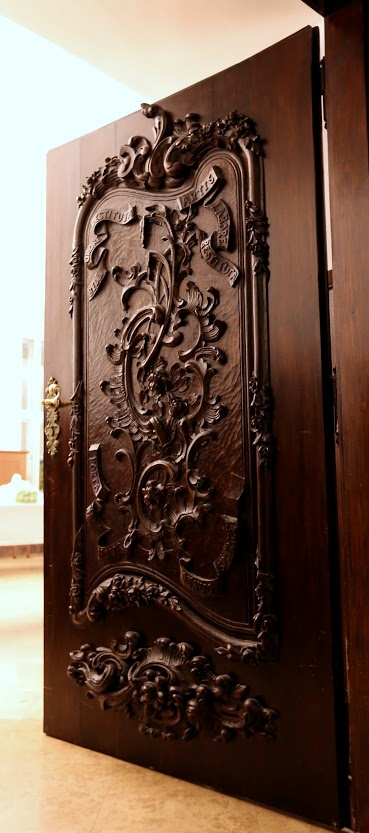
Ornate door refectory
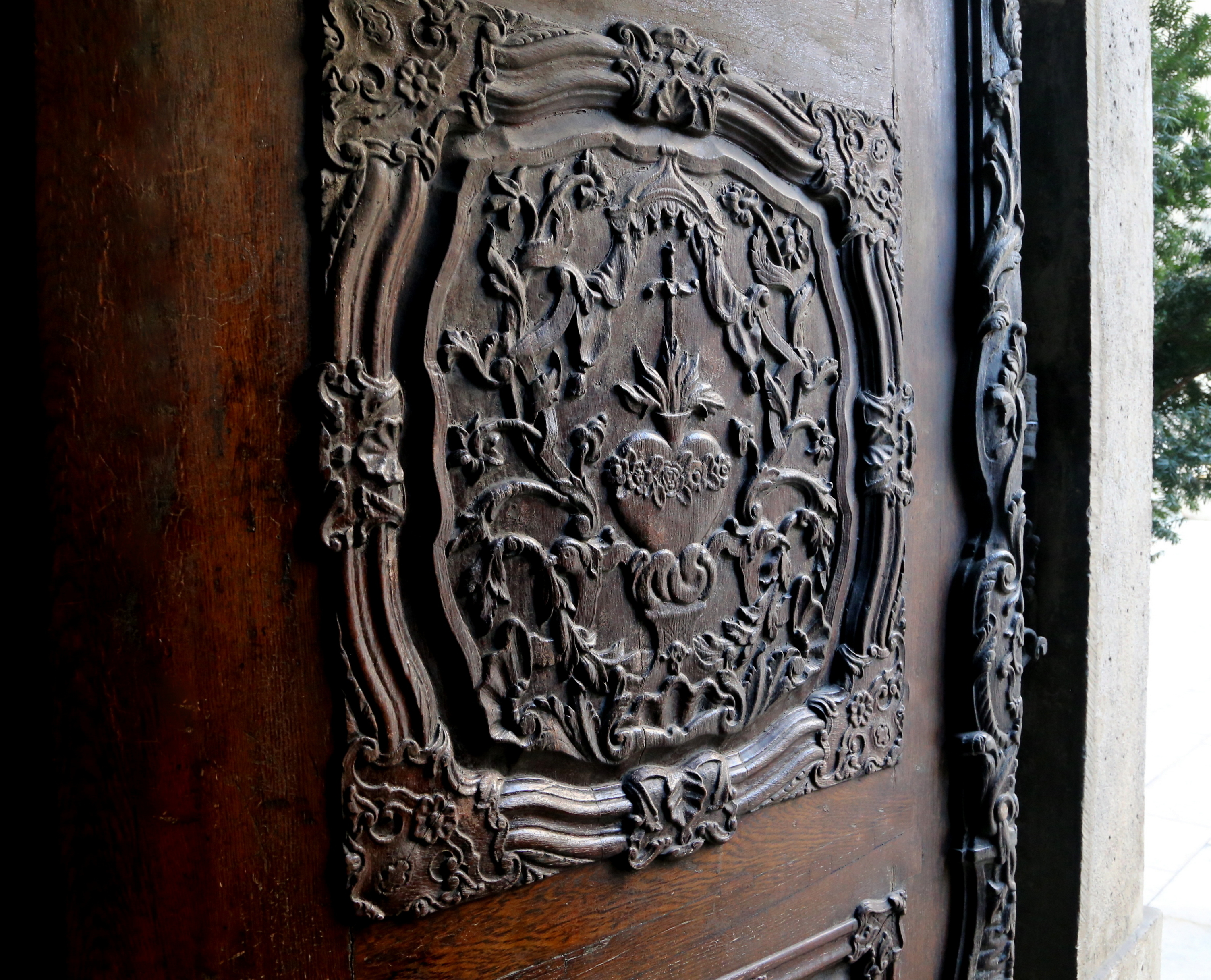
大门的雕刻